# 坂田郡
坂田郡為過去位於日本滋賀縣東北部的郡，已於2005年10月1日因所屬轄町村而消失。
在1879年實施郡區町村編制法時的轄區包括現在的米原市除北部伊吹山以北山區以外的全部地區、彥根市的北部部分地區及長濱市南部的部分區域。

## 歷史
過去在令制國時代屬於近江國，在3世紀至5世紀期間的豪族息長氏一般被認為即是以此為根據地，11世紀後成為京極氏掌控北近江的據點，直到15世紀後被其家臣淺井氏取代；16世紀織田信長消滅淺井氏後，將此地交給羽柴秀吉，並在此建立長濱城，成為羽柴秀吉的居城，此後本地曾先後屬於柴田勝家、山內一豐、內藤信成、內藤信正。在江戶時代初期，曾一度在此設立長濱藩，但在內藤信正被移封至攝津國後，長濱城即遭到廢除。
由於位於東山道通過不破關的隘口之前，過去在郡內曾有多個宿場。進入江戶時代後，中山道六十九次在此共設有三個宿場，其中北陸道也以這裡作為起點。
在江戶時代郡內大多數地區為彥根藩領地，此外也有少部分區域屬於郡山藩、近江宮川藩、山形藩、水口藩、紀州藩、丸龜藩、山上藩，其中也有幕府直屬領和旗本領，而此地的幕府直屬領及旗本領則是由位於滋賀郡大津的大津奉行負責管理。
19世紀末明治維新後，原先的幕府直屬領及旗本領先後改隸屬大津裁判所及大津縣，其他原本屬於各藩的區域則在1871年實施廢藩置縣後，改隸屬彥根縣、郡山縣、宮川縣、水口縣、山上縣；不過在僅四個月之後的府縣整併中，郡內全數區域都被併入長濱縣，長濱縣在三個月後更名為犬上縣，不過在1872年底犬上縣又與滋賀縣合併為新設立的滋賀縣。
1879年實施郡區町村編製法時，正式設置近代的行政區劃「坂田郡」，並在長濱町（位於現在的長濱市）設置「坂田東淺井郡役所」，同時也負責管理坂田郡和東淺井郡。

### 沿革

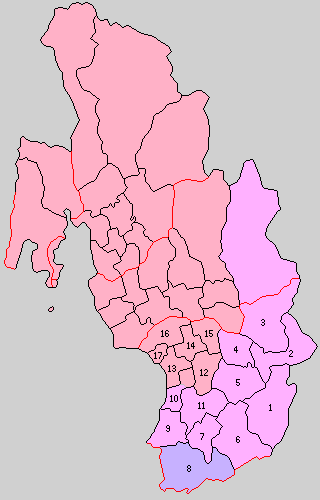
1889年坂田郡轄下的行政區劃：
1.柏原村、2.春照村、3.伊吹村、4.大原村、5.東黑田村、6.醒井村、7.南箕浦村、8.鳥居本村、9.入江村、10.法性寺村、11.息長村、12.西黑田村、13.六莊村、14.南鄉里村、15.北鄉里村、16.神照村、17.長濱町
（紫色：現屬彥根市、紅色：現屬長濱市、桃色：現屬米原市）

- 1889年4月1日：實施町村制，坂田郡下設：柏原村（日语：柏原村 (滋賀県)）、春照村（日语：春照村）、伊吹村（日语：伊吹町）、大原村（日语：大原村 (滋賀県坂田郡)）、東黑田村（日语：東黒田村）、醒井村（日语：醒井村）、南箕浦村（日语：息郷村）、鳥居本村（日语：鳥居本村）、入江村（日语：米原町）、法性寺村（日语：法性寺村）、息長村（日语：息長村）、西黑田村（日语：西黒田村）、六莊村（日语：六荘村）、南鄉里村（日语：南郷里村）、北鄉里村（日语：北郷里村）、神照村（日语：神照村）、長濱町（日语：長浜町 (滋賀県)）。（1町16村）
- 1891年4月1日：南箕浦村改名為息郷村（日语：息郷村）。
- 1894年12月1日：息長村的顏戶、高溝、舟崎地區分出設立為日撫村（日语：日撫村）。[3]（1町17村）
- 1897年3月1日：法性寺村的加田、加田今地區分出設立為神田村（日语：神田村 (滋賀県)）。[3]（1町18村）
- 1898年4月1日：實施郡制（日语：郡制），郡役所設於長濱町。
- 1923年4月1日：廢除郡會和郡參事會。
- 1923年11月15日：入江村改制並更名為米原町（日语：米原町）。（2町17村）
- 1926年7月1日：廢除郡役所，此後郡不再作為行政區劃，只作為地名的表示。
- 1942年4月1日：法性寺村和日撫村合併為坂田村（日语：坂田村）。[3]（2町16村）
- 1943年4月1日：長濱町、神照村、六莊村、南鄉里村、北鄉里村、西黑田村、神田村合併為長濱市[4]，並脫離坂田郡。（1町10村）
- 1952年4月1日：鳥居本村被併入彥根市。（1町9村）
- 1955年4月1日：坂田村和息長村合併為近江町（日语：近江町）。[5]（2町7村）
- 1955年7月10日：柏原村、大原村、東黑田村合併為山東町（日语：山東町 (滋賀県)）。[5]（3町4村）
- 1956年9月1日：（3町1村）
  - 醒井村、息鄉村、米原町合併為新設立的米原町（日语：米原町）。[5]
  - 春照村、伊吹村和東淺井郡東草野村（日语：東草野村）合併為新設立的伊吹村（日语：伊吹町）[5]，屬坂田郡。
- 1971年2月1日：伊吹村改制為伊吹町（日语：伊吹町）。（4町）
- 2005年2月14日：山東町、伊吹町、米原町合併為米原市[5]，並脫離坂田郡。（1町）
- 2005年10月1日：近江町被併入米原市[5]，同時坂田郡因無所屬町村而消失。

### 變遷表
| 1889年4月1日     | 1889年 - 1912年           | 1912年 - 1944年                   | 1945年 - 1954年                   | 1955年 - 1989年            | 1955年 - 1989年            | 1989年 - 現在              | 現在                       |
| ---------------- | ------------------------- | --------------------------------- | --------------------------------- | -------------------------- | -------------------------- | -------------------------- | -------------------------- |
| 西黑田村         | 西黑田村                  | 西黑田村                          | 1943年4月1日 合併為長濱市         | 1943年4月1日 合併為長濱市  | 1943年4月1日 合併為長濱市  | 2006年2月13日 合併為長濱市 | 2006年2月13日 合併為長濱市 |
| 六莊村           |                           |                                   | 1943年4月1日 合併為長濱市         | 1943年4月1日 合併為長濱市  | 1943年4月1日 合併為長濱市  | 2006年2月13日 合併為長濱市 | 2006年2月13日 合併為長濱市 |
| 南鄉里村         |                           |                                   | 1943年4月1日 合併為長濱市         | 1943年4月1日 合併為長濱市  | 1943年4月1日 合併為長濱市  | 2006年2月13日 合併為長濱市 | 2006年2月13日 合併為長濱市 |
| 北鄉里村         |                           |                                   | 1943年4月1日 合併為長濱市         | 1943年4月1日 合併為長濱市  | 1943年4月1日 合併為長濱市  | 2006年2月13日 合併為長濱市 | 2006年2月13日 合併為長濱市 |
| 神照村           |                           |                                   | 1943年4月1日 合併為長濱市         | 1943年4月1日 合併為長濱市  | 1943年4月1日 合併為長濱市  | 2006年2月13日 合併為長濱市 | 2006年2月13日 合併為長濱市 |
| 長濱町           |                           |                                   | 1943年4月1日 合併為長濱市         | 1943年4月1日 合併為長濱市  | 1943年4月1日 合併為長濱市  | 2006年2月13日 合併為長濱市 | 2006年2月13日 合併為長濱市 |
| 法性寺村         | 1897年3月1日 設立神田村   | 1897年3月1日 設立神田村           | 1943年4月1日 合併為長濱市         | 1943年4月1日 合併為長濱市  | 1943年4月1日 合併為長濱市  | 2006年2月13日 合併為長濱市 | 2006年2月13日 合併為長濱市 |
| 法性寺村         | 法性寺村                  | 1942年4月1日 合併為坂田村         | 1942年4月1日 合併為坂田村         | 1955年4月1日 合併為近江町  | 1955年4月1日 合併為近江町  | 2005年10月1日 併入米原市   | 米原市                     |
| 息長村           | 1894年12月1日 設立日撫村  | 1942年4月1日 合併為坂田村         | 1942年4月1日 合併為坂田村         | 1955年4月1日 合併為近江町  | 1955年4月1日 合併為近江町  | 2005年10月1日 併入米原市   | 米原市                     |
| 息長村           | 息長村                    |                                   |                                   | 1955年4月1日 合併為近江町  | 1955年4月1日 合併為近江町  | 2005年10月1日 併入米原市   | 米原市                     |
| 柏原村           | 柏原村                    | 柏原村                            | 柏原村                            | 1955年7月10日 合併為山東町 | 1955年7月10日 合併為山東町 | 2005年2月14日 合併為米原市 | 米原市                     |
| 大原村           |                           |                                   |                                   | 1955年7月10日 合併為山東町 | 1955年7月10日 合併為山東町 | 2005年2月14日 合併為米原市 | 米原市                     |
| 東黑田村         |                           |                                   |                                   | 1955年7月10日 合併為山東町 | 1955年7月10日 合併為山東町 | 2005年2月14日 合併為米原市 | 米原市                     |
| 醒井村           | 醒井村                    | 醒井村                            | 醒井村                            | 1956年9月1日 合併為米原町  | 1956年9月1日 合併為米原町  | 2005年2月14日 合併為米原市 | 米原市                     |
| 南箕浦村         | 1891年4月1日 改名為息郷村 | 1891年4月1日 改名為息郷村         | 1891年4月1日 改名為息郷村         | 1956年9月1日 合併為米原町  | 1956年9月1日 合併為米原町  | 2005年2月14日 合併為米原市 | 米原市                     |
| 入江村           | 入江村                    | 1923年11月15日 改制並更名為米原町 | 1923年11月15日 改制並更名為米原町 | 1956年9月1日 合併為米原町  | 1956年9月1日 合併為米原町  | 2005年2月14日 合併為米原市 | 米原市                     |
| 春照村           | 春照村                    | 春照村                            | 春照村                            | 1956年9月1日 合併為伊吹村  | 1971年2月1日 改制為伊吹町  | 2005年2月14日 合併為米原市 | 米原市                     |
| 伊吹村           |                           |                                   |                                   | 1956年9月1日 合併為伊吹村  | 1971年2月1日 改制為伊吹町  | 2005年2月14日 合併為米原市 | 米原市                     |
| 東淺井郡東草野村 |                           |                                   |                                   | 1956年9月1日 合併為伊吹村  | 1971年2月1日 改制為伊吹町  | 2005年2月14日 合併為米原市 | 米原市                     |
| 鳥居本村         | 鳥居本村                  | 鳥居本村                          | 鳥居本村                          | 1952年4月1日 併入彥根市    | 1952年4月1日 併入彥根市    | 1952年4月1日 併入彥根市    | 1952年4月1日 併入彥根市    |